# Ryan Spahn
Ryan Spahn (* 18. Juni 1980 in Wilmington, Delaware) ist ein US-amerikanischer Film- und Theaterschauspieler.

## Leben
Obwohl in Wilmington geboren, verbrachte Spahn seine Kindheit und Jugend in Troy, im US-Bundesstaat Michigan. Er besuchte die öffentlichen Schulen Hill, Larson und Athens bis zur 10. Klasse, bis er an der Schauspielschule Interlochen aufgenommen wurde. Parallel zu seiner Ausbildung stand er in Rochester Hills im bekannten Meadowbrook Theatre auf der Bühne. Ab 1998 stand er als Schauspieler auch vor der Filmkamera.
Seit 2008 ist Ryan Spahn in einer Beziehung mit dem Schauspieler Michael Urie.

## Filmografie (Auswahl)

### Fernsehserien
- 2000: Star Trek: Raumschiff Voyager (Star Trek: Voyager, eine Folge)
- 2002: General Hospital (eine Folge)
- 2004: Tanner on Tanner (zwei Folgen)
- 2024: Elsbeth (3 Folgen)

### Spielfilme
- 1998: Gestern war ich noch Jungfrau (Polish Wedding)
- 2020: Shirley